# سیمرک، ساسکاچوان
سیمرک، ساسکاچوان (به انگلیسی: Cymric, Saskatchewan) یک منطقهٔ مسکونی در کانادا است که در ساسکاچوان واقع شده‌است.